# Gud trefaldig, stå oss bi
Gud trefaldig, stå oss bi är en enstrofig lovpsalm (tillika ståpsalm) av Martin Luther bearbetad 1524 från en processionssång från 1400-talet, möjligen bearbetad eller nedtecknad 1524 i Wittenberg i skriften Geystlische Gesangbuch. Psalmen översattes till svenska 1567 av okänd person. Psalmen fick en bearbetning av Johan Olof Wallin 1816. Den är en bönepsalm till den Treenige Guden. Psalmen användes tidigare (före 1986 års psalmbok) regelmässigt som lovpsalm i konfirmationsgudstjänster. 
Riktigt långt tillbaka uttrycktes budskapet om Guds treenighet också däri att strofen sjöngs tre gånger med något olika begynnelseord ("Gud vår Fader, stå oss bi", "Jesus Kristus, stå oss bi" och "Helge Ande, stå oss bi"). (Se Wikisource-länken.)
För 1986 års psalmbok bearbetades psalmen något av Lars Lindman 1980.

## Publicerad i
- Then Swenska Psalmeboken 1567
- 1572 års psalmbok med titeln HERRE Gud Fader stat oss bij under rubriken "Te Lucis ante terminum".[1]
- Göteborgspsalmboken med inledningsorden Herre Gudh Fader statt os bij under rubriken "Om then H. Trefaldigheet".[2]

- 1695 års psalmbok som nr 189 med titelraden "Herre Gudh Fader stat oss bij", under rubriken "Guds enhet och treenighet".
- 1819 års psalmbok som nr 22 med titelraden "Gud trefaldig, statt oss bi", under rubriken "Guds enhet och treenighet".
- Sionstoner 1889 som nr 436 med vers 1, under rubriken "Psalmer"
- 1937 års psalmbok som nr 22 med samma titelrad, under rubriken "Trefaldighetspsalmer".
- Sionstoner 1935 som nr 84 under rubriken "Guds lov".
- Den svenska psalmboken 1986 som nr 336 under rubriken "Treenigheten".
- Finlandssvenska psalmboken 1986 som nr 145 med titelraden "Gud treenig stå oss bi", under rubriken "Guds treenighet".
- Lova Herren 1988 som nr 2 under rubriken "Guds heliga trefaldighet".